# Сан-Джованни-Эванджелиста-а-Спиначето (титулярная церковь)
Титулярная церковь Сан-Джованни-Эванджелиста-а-Спиначето (лат. Titulum Ioannis Evangelistae in Spinaceto) — титулярная церковь была создана Папой Иоанном Павлом II в 1985 года. Титул принадлежит церкви Сан-Джованни-Эванджелиста-а-Спиначето, расположенной в городской зоне Спиначето, в муниципии IX на виа Раффаэле Аверса.

## Список кардиналов-священников титулярной церкви Сан-Джованни-Эванджелиста-а-Спиначето
- Мигель Обандо Браво, S.D.B. — (25 мая 1985 — 3 июня 2018, до смерти);
- Альваро Леонель Рамассини Имери — (5 октября 2019 — по настоящее время).